# Uríbarri (barrio)
Uribarri (en euskera y oficialmente Uribarri) es un barrio de Bilbao perteneciente al distrito 2 del mismo nombre (Uríbarri)

## Transporte público
- Línea 3 metro de Bilbao con las salidas de Zumalacárregui, San Valentín de Berriochoa, Travesía "C" de Uríbarri y Las Campas de las Escuelas.
- Bilbobus: líneas por Uríbarri:

| Línea | Recorrido                   | Frecuencia (minutos)                    |
| ----- | --------------------------- | --------------------------------------- |
| 03    | Plaza Circular - Ocharcoaga | 10                                      |
| 13    | San Ignacio - Churdínaga    | 15                                      |
| 22    | Sarrikue - Achuri           | 15 (cada 12 min de 12:30 a 15:00 horas) |
| 28    | Uríbarri - Altamira         | 20                                      |
| 27    | Arabella - Betolaza         | 15                                      |
| 30    | Churdínaga - Miribilla      | 15                                      |
| 38    | Ocharcoaga - Termibús       | 15                                      |
| 40    | La Peña - Plaza Circular    | 20                                      |
| 48    | Santuchu - Lezeaga          | 20                                      |
| 62    | Sagrado Corazón - Arabella  | 20                                      |
| 72    | Larrasquitu - Castaños      | 15                                      |
| A1    | Asunción - Plaza Circular   | 60                                      |
| A5    | Prim - Plaza Circular       | 30                                      |

## Límites
- Norte: Monte Archanda
- Sur: Castaños
- Este: Arabella
- Oeste: Matico-Ciudad Jardín
- Suroeste: Churdínaga

## Calles
- Abásolo
- Almirantes Oquendo
- Aralar
- Avenida Zumalacárregui
- Bakio
- Campas de las escuelas
- Calle del Cristo
- Calle Leguina
- Esnarrizaga
- Etxezuri
- Górliz
- La Popular
- Las Piedritas
- Maurice Ravel
- Monte Aldámiz
- Monte Arno
- Monte Izaro
- Monte Oiz
- Pintor Eduardo Zamacois
- Plencia
- Roncesvalles
- San Valentín de Berriochoa
- Santurce

- Trauco
- Travesía "A" de Uríbarri
- Travesía "B" de Uríbarri
- Travesía "C" de Uríbarri
- Travesía Ciudad Jardín
- Travesía Trauco
- Tutulu
- Uríbarri